# Postimees

Logotyp.

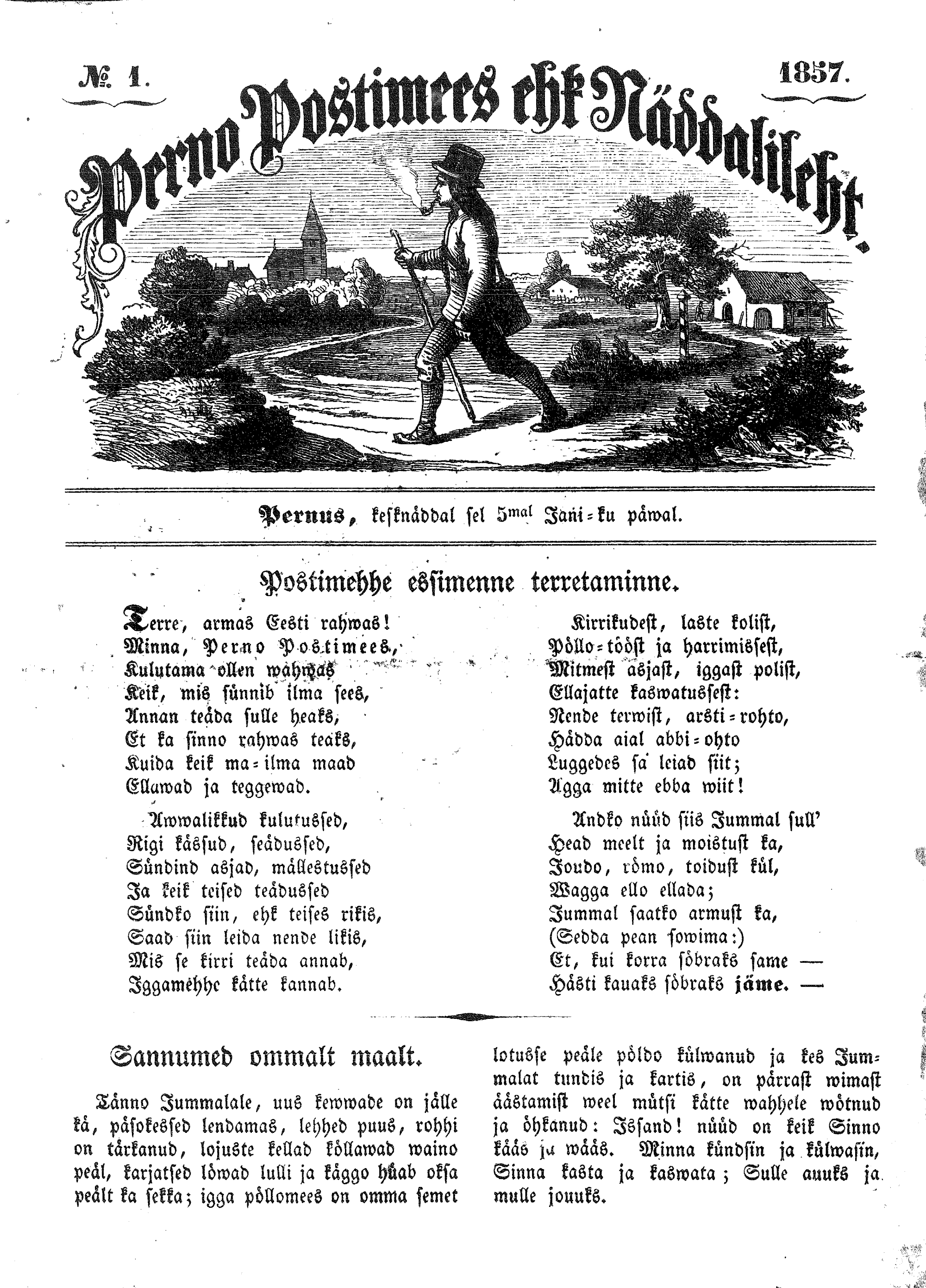
Postimees (1857)

Postimees (svenska: Postmannen) är Estlands äldsta dagstidning, grundad 1886 i Tartu, dagstidning från 1891. Åren 1948–1990 bar tidningen namnet Edasi (svenska: Framåt), från 1990 återigen Postimees. 
Idag är tidningen Estlands största och ges ut i Tallinn. På webben presenteras nyheter även på engelska, ryska och sedan mars 2022 även på ukrainska.